# Stolnica sv. Petra, Beauvais
Stolnica svetega Petra v Beauvaisu (francosko Cathédrale Saint-Pierre de Beauvais) je nepopolna rimskokatoliška stolnica. Nahaja se v Beauvaisu, severni francoski regiji Pikardiji, prefektura departmaja Oise. Je sedež škofa Beauvaisa, Noyona in Senlisa. V nekaterih pogledih je najbolj drzna gotska arhitektura in je sestavljena samo iz prečne ladje iz šestnajstega stoletja in kora z apsido in sedem poligonskih apsidalnih kapel iz trinajstega stoletja okoli  ambulatorija.
Majhna romanska cerkev iz desetega stoletja, znana kot Basse Œuvre, zelo restavrirana, še vedno zaseda mesto, namenjeno za ladjo.

## Zgodovina
Gradnja se je začela leta 1225 v času škofa Milo Nanteuila, takoj po tretjem požaru v stari baziliki z lesenim ostrešjem, ki je imela oltar posvečen le tri leta pred požarom. Končana je bila v jeseni 1272 v dveh fazah, s premorom v letih 1232-1238 zaradi težav s financiranjem, ki jo je povzročil boj z Ludvikom IX. Dve fazi sta prepoznavni z rahlim premikom v osi zgradbe in z značilnimi "spremembami v slogu«, delo Stephena Murraya. V času škofa Guillauma de Greza, so obok zvišali za 4,9 m, da bi bila najvišje obokana stolnica v Evropi. Obok v notranjosti kora doseže 48 m v višino, kar je daleč preseglo stolnico Notre-Dame v Amiensu, z 42 metri v ladji.
Delo je bilo prekinjeno leta 1284 po porušitvi nekaterih malo prej končanih obokov v koru, kar je povzročilo zastoj v nadaljnji gradnji v gotskem slogu; sodobni zgodovinarji imajo zadržke glede takega determinističnega pogleda. Stephen Murray je ugotavljal da je porušitev tudi posledica "uporabe v starih manjših strukturah povezano z demografskim upadanjem, stoletno vojno in trinajstim stoletjem.«
Velike gotske strukture so se seveda gradile še naprej. Kor je bil obnovljen enaki višini, vendar z več stebri v apsidi in koru, pretvorbo štiristranskih obokov do šeststranske.  Transept je bil zgrajen med letoma 1500-1548. Leta 1573 se je porušil preveč ambiciozen 153 metrov visok osrednji stolp, kar je spet ustavilo delo. Stolp bi v tistem času naredil cerkev za najvišjo zgradbo na svetu. Pozneje je bil narejen majhen strukturni dodatek.
Kor je bil vedno iskreno občudovan: Eugène Viollet-le-Duc ga je imenoval Parthenon francoske gotike.
Njene fasade, še posebej južna, imajo vse bogastvo poznega gotskega sloga. Izrezljana lesena vrata v obeh, severnem in južnem portalu, so mojstrovine gotske in renesančne izdelave. Cerkev ima dovršeno astronomsko uro v neogotskem slogu (1866) in tapiserije iz 15. in 17. stoletja, toda glavni umetniški zakladi so vitraji, okna iz 13., 14. in 16. stoletja, najlepša od njih so delo renesančnega umetnika Engranda Le Princa, rojenega v Beauvaisu. Njemu pripisujejo tudi nekaj vitrajev v St. Etienne, v drugi cerkvi v mestu, in zanimiv primer prehoda med gotskim in renesančnim slogom.
V srednjem veku so 14. januarja praznovali Praznik oslov, praznik stolnice v spomin na beg v Egipt.

## Arhitektura
V tekmi za izgradnjo najvišje stolnice v 13. stoletju, so graditelji Saint-Pierre de Beauvais potisnili tehnologijo na rob. Čeprav naj bi bila struktura višja, so bili oporniki tanjši, da bi dobili maksimalno svetlobo v prostor. Leta 1284, le dvanajst let po zaključku, se je del kornega oboka zrušil, skupaj z nekaj razpornimi loki. Zdaj domnevajo, da je bila porušitev posledica resonančnih vibracij, ki so nastale zaradi močnega vetra.
Na fotografiji so vidne jeklene palice, ki podpirajo razporne loke; ni znano, kdaj si bile te nameščene. Tehnologija bi sicer morala biti na voljo v času začetne gradnje, a je bila uporabljena verjetno po porušitvi leta 1284 ali še pozneje. Leta 1960 so bile odstranjene železne palice; razmišljanje je bilo, da je bilo to škandalozno in nepotrebno. Še več, nihanja, ki jih je povzročal veter v sunkih na kor in transept, je kasneje zahteval ponovno namestitev veznih palic, tokrat s palicami iz jekla, ker je jeklo manj togo.
Kot kaže tloris, je bila v prvotno obliko vključena tudi ladja. Ta ni bila nikoli zgrajena. Tako pomanjkanje podpore, ki bi jo prevzela ladja, prispeva k strukturni šibkosti stolnice.
S časom so se pojavile še druge težave, ki so zahtevale bolj drastične ukrepe. Severni transept ima zdaj štiri velike lesene in jeklene bočne vezi na različnih višinah, nameščenih v letih 1990, da preprečujejo razpad (glej fotografijo). Poleg tega je glavni etaža transepta prekinjena z mnogo večjimi oporami, ki se dvigajo iz tal pod 45-stopinjskim kotom. Ti oporniki so bili nameščeni kot ukrep v sili, ki zagotavlja dodatno podporo stebrom, ki še zdaj nosijo najvišji obok na svetu.
Ti začasni ukrepi bodo ostali v veljavi dokler ne bo določena trajnejša rešitev. Različne študije so v teku, da bi ugotovili večjo zanesljivost in ohranili strukturo. Columbia University izvaja raziskavo na tridimenzionalnem modelu, izdelanem s pomočjo laserskega skeniranja stavbe v poskusu, da bi ugotovili pomanjkljivosti v stavbi in rešitve.

## Notranjost
Več kapelic ima ohranjene srednjeveške vitraje, izdelane od 13. so 15. stoletja. V kapelici blizu severnega vhoda, je srednjeveška ura (14. - 15. stoletje), verjetno najstarejša v celoti ohranjena in delujoča mehanska ura v Evropi. V bližini je zelo zapletena astronomska ura z gibljivimi figurami, postavljena leta 1866.
- Kor
- Severni transept
- Okno vitraj
- Srednjeveška ura
- Astronomska ura (1866)